# Qubadlı
Qubadlı (orm. Սանասար, Sanasar) – do 2020 roku de facto miasto w rejonie Kaszatagh nieuznawanego państwa Republika Górskiego Karabachu, de iure zaś stolica rejonu Qubadlı w Azerbejdżanie. W październiku 2020 roku miasto zostało przejęte przez Azerbejdżan.
Miasto położone jest na prawym brzegu rzeki Worotan (Bazarçay). 
Miejscowość wraz z okolicznymi terenami wchodziła w skład chanatu karabaskiego, od 1822 Imperium Rosyjskiego, w latach 1918-1920 Demokratycznej Republiki Azerbejdżanu a od 1920 w skład Azerbejdżańskiej Socjalistycznej Republiki Radzieckiej. Po wojnie o Górski Karabach miasto weszło pod kontrolę separatystów ormiańskich, którzy nadali mu nazwę Sanasar.